# 山口県道242号秋吉台公園線
山口県道242号秋吉台公園線（やまぐちけんどう242ごう あきよしだいこうえんせん）は、山口県美祢市を通る一般県道である。通称、秋吉台道路、秋吉台スカイラインとよばれるほか、秋吉台カルストロード、単にカルストロードの愛称を持つ。

## 概要
美祢市美東町赤から美祢市秋芳町秋吉に至る。その名の通り、秋吉台国定公園（秋吉台）を貫く路線である。
秋吉台北縁の美祢市秋芳町赤（秋吉台サファリランド付近）から秋吉台上の稜線をなぞるように南下、秋吉台科学博物館などのある展望エリアをかすめて秋芳洞入り口付近からトンネルでショートカットして国道435号までを結ぶ。
大半の区間はもともと日本道路公団が1970年（昭和45年）10月5日に一般有料道路「秋吉台道路」として整備した区間であり、終点付近のトンネルの前後区間のみ山口県が過疎代行道路事業で美祢市道として整備した区間であったが、2011年（平成23年）に一連の道路として再指定された。

### 路線データ
- 起点：美祢市美東町赤（佐山交差点、山口県道239号銭屋美祢線交点）
- 終点：美祢市秋芳町秋吉（上八重交差点、国道435号交点、山口県道32号萩秋芳線終点）
- 総延長：13.1 km

## 歴史
現在の県道は小郡萩道路開通に伴う県道網の再編により2011年（平成23年）5月27日の山口県告示第232号に新たに県道に指定された路線であるが、前述の通り道路自体は大半の区間は1970年（昭和45年）に開通していた。
なお、県道指定の初期は現在と県道番号が異なる「山口県道243号秋吉台公園線」を名乗っていた。

### 年表
- 1970年（昭和45年）10月5日 - 日本道路公団の管理する一般有料道路「秋吉台有料道路」として開通。
- 1972年（昭和47年）頃 - 山口県道243号秋吉台公園線に指定。
- 1990年（平成2年）7月1日 - 無料開放。管理が山口県に移管される。
- 1993年（平成5年）5月11日 - 建設省から、県道秋吉台公園線を萩秋芳線として主要地方道に指定される[5]。
- 1994年（平成6年） - 山口県道32号萩秋芳線に編入。
- 2011年（平成23年）5月27日 - 山口県告示第232号により山口県道32号萩秋芳線の一部（旧・秋吉台道路の区間）と美祢市道八重広谷線の区間を含めて新たに山口県道242号秋吉台公園線として再指定[4]。

## 路線状況

### 道路施設

#### トンネル
- 秋吉トンネル：延長230 m、1993年（平成5年）竣工、美祢市

## 地理

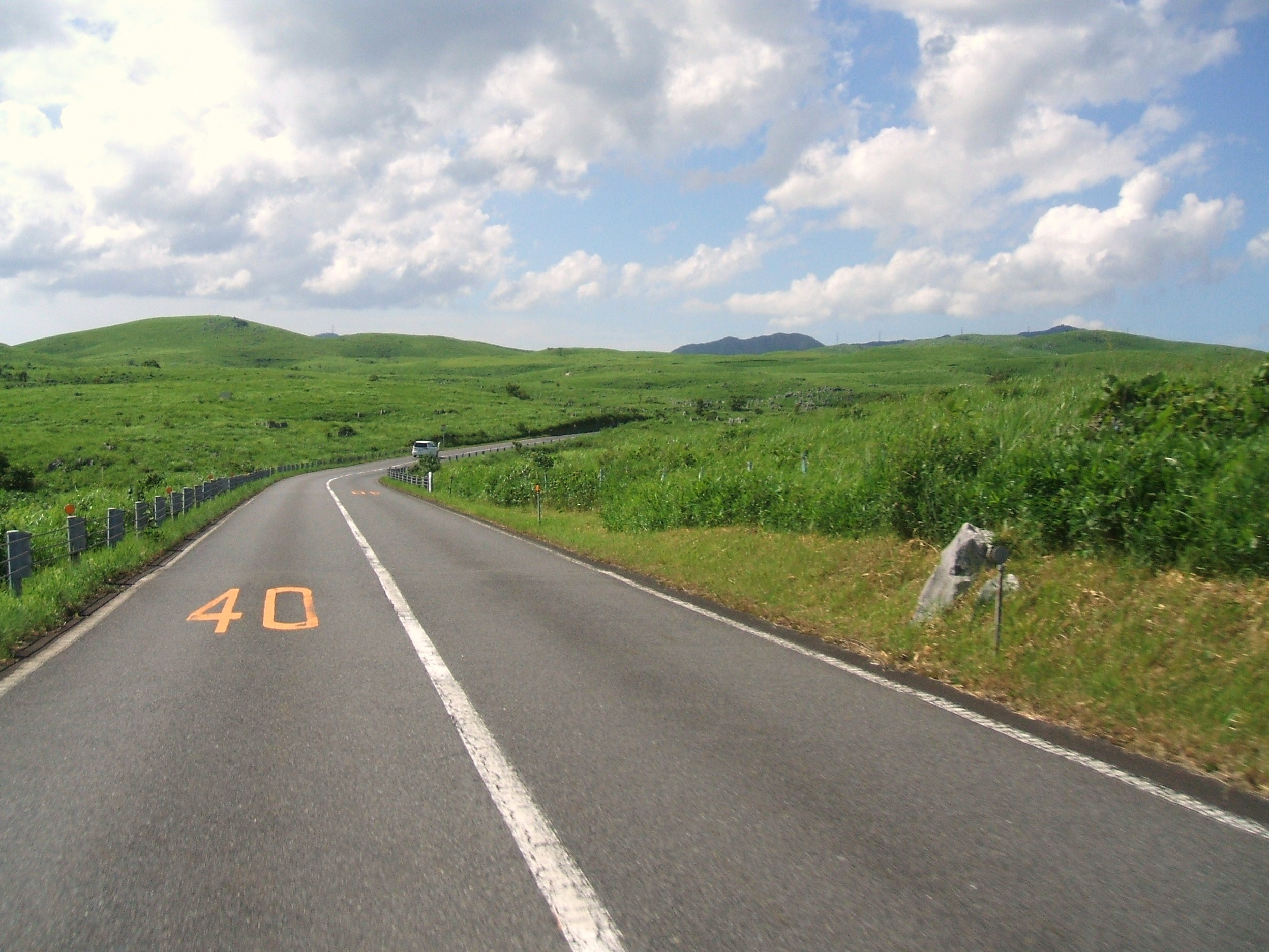
秋吉台を通過する秋吉台公園線

日本最大のカルスト台地である秋芳台の中を本路線が縦貫し、道は緩やかな起伏のあるカーブが連続する。このカルスト台地を南北に貫ぬくように道路がつくられたところかっら、「カルストロード」とよばれている。沿道の広大な草原には無数の白い石灰岩が立ち並び、春5月ごろから初夏にかけて、草原が新緑に覆われた特異な原野風景を臨むことができる。秋吉台は毎年2月になると野焼きが行われるため、その直後には黒く焼け焦げた場所が多い普段と違った異様な光景を目の当たりにすることもできる。終点に近い沿線には、日本最大規模の鍾乳洞で知られる秋芳洞があるほか、道路周辺に観光施設が整備されている。
「カルストロード八重広谷線」で、平成6年度手づくり郷土賞（ふるさとを紹介する道）受賞。

### 通過する自治体
- 山口県
  - 美祢市

### 交差する道路
| 交差する道路                          | 交差する場所 | 交差する場所        |
| ------------------------------------- | ------------ | ------------------- |
| 山口県道239号銭屋美祢線               | 美東町赤     | 佐山交差点 / 起点   |
| 山口県道241号秋吉台絵堂線             | 美東町大田   | [ 注釈 3 ]          |
| 山口県道501号山口秋吉台公園自転車道線 | 秋芳町秋吉   | 広谷交差点          |
| 国道435号 山口県道32号萩秋芳線        | 秋芳町秋吉   | 上八重交差点 / 終点 |

### 沿線
- 秋吉台
  - 秋芳洞（美祢市秋吉町秋吉）
- 秋吉台エコミュージアム（美祢市美東町赤）
- 秋吉台科学博物館（美祢市秋吉町秋吉）
- 秋吉ロイヤルホテル秋吉館（美祢市秋吉町秋吉）